# Diecéze Arathia
Diecéze Arathia (Arath) je potlačená titulární diecéze římskokatolické církve.
Podle Annuario pontificio se sídlo nacházelo v Kappadokii.

## Seznam titulárních biskupů
- 1755–1757 Richard Lincoln
- 1757–1785 Toussaint Duvernin
- 1804–1819 Andrzej Chołoniewski
- 1819–1825 Józef Marceli Dzięcielski
- 1830–1842 Francis Patrick Kenrick
- 1850–1853 Alexander-Antonine Taché, O.M.I.